# Prokopiusz z Cezarei
Prokopiusz z Cezarei lub Prokop z Cezarei (stgr. Προκόπιος Καισαρεύς Prokopios Kaisareus; ur. ok. 490 w Cezarei Nadmorskiej, zm. ok. 561) – najsłynniejszy historyk bizantyński. Autor Historii wojen i Historii sekretnej.
Prokopiusz urodził się pomiędzy 490 a 507 rokiem w Cezarei Nadmorskiej w Palestynie. Po studiach humanistycznych w Cezarei i Berytos w 527 roku przeniósł się do Konstantynopola. Następne 15 lat spędził w sztabie głównego wodza Belizariusza jako jego doradca i sekretarz, towarzysząc mu w wojnach na granicy perskiej, w Afryce i Italii. Nie jest jasne, czy po 542 roku towarzyszył Belizariuszowi w ostatniej fazie jego wojny w Italii, czy też osiadł w Konstantynopolu i oddał się karierze urzędniczej i pisarskiej. Data jego śmierci nie jest znana. Część uczonych umieszcza ją przed 559 rokiem, część po 562 roku.
Głównym dziełem Prokopiusza jest napisana w latach 545–553 Historia wojen w ośmiu księgach, opisująca wojny toczone przez Cesarstwo Bizantyńskie w latach 527–553 z Persami, Wandalami w Afryce i Ostrogotami w Italii. Głównym bohaterem Historii uczynił Prokopiusz najwybitniejszego dowódcę bizantyńskiego epoki justyniańskiej Belizariusza.
Prokopiusz jest również autorem dwóch mniejszych utworów. W sześciu księgach O budowlach (553–555) opisał działalność budowniczą cesarza Justyniana w Konstantynopolu, Mezopotamii, Armenii, w Ilirii, Grecji, nad Dunajem, w Palestynie, Egipcie i prowincjach afrykańskich. 
Kolejne jego dzieło, Historia sekretna, zostało odnalezione w X wieku przez autora leksykonu encyklopedycznego Suda, w którym nazwane jest Ἀνέκδοτα (Anekdota, dosł. „Niepublikowane”). Odnalezione ponownie w Bibliotece Watykańskiej, zostało wydane w 1623 roku. Historia opisuje zbrodnie, afery i intrygi dziejące się na dworze Justyniana i Teodory.

## Życie

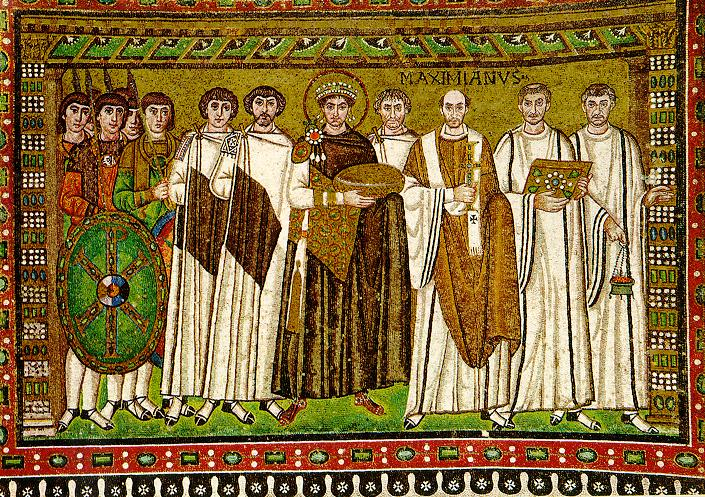
Cesarz Justynian i jego dwór

Prokopiusz urodził się w Cezarei Nadmorskiej w Palestynie najprawdopodobniej w ostatnim dziesięcioleciu V wieku. Niektórzy badacze za datę jego urodzin przyjmują rok 507. Zdobył gruntowne wykształcenie humanistyczne w zakresie literatury, filozofii i prawa, najpierw w rodzinnej Cezarei, później w Berytos. Późniejsze źródła określały go epitetem retora i sofisty (rétor kaj sophistés). W 527 roku przeniósł się do Konstantynopola. Z nominacji cesarza Justyna został osobistym sekretarzem (grapheús) i doradcą (ksymbulos, consiliarus), czyli komisarzem cywilnym w sztabie naczelnego wodza Belizariusza, który przebywał w tym czasie na wschodnich rubieżach imperium, w twierdzy Daras. Odtąd przez kilkanaście lat jego kariera związana była z losami wielkiego wodza. Był świadkiem znakomitego zwycięstwa Belizariusza nad Persami nad Darą. W 532 roku u boku Belizariusza wrócił do stolicy imperium, gdzie był świadkiem powstania Nika. W 533 towarzyszył swojemu wodzowi w afrykańskiej wyprawie przeciwko Wandalom (to właśnie Prokopiusza wysłał Belizariusz do Syrakuz, by wywiedział się, czy Wandalowie mają jakieś informacje o bizantyńskiej wyprawie). Przez jakiś czas pozostał w Afryce po odjeździe wodza, ale szybko do niego dołączył, biorąc u jego boku udział w wojnie z Ostrogotami w latach 535–540 w Italii. Sam był niepośledniej miary dowódcą, skoro Belizariusz powierzał mu prowadzenie samodzielnych operacji wojskowych. Po 540 roku pisarz nie zostawił już żadnych wzmianek dotyczących swego życia, z wyjątkiem informacji, że był w Konstantynopolu w czasie wielkiej zarazy w 542 roku. Z analizy tekstów wynika, że mógł towarzyszyć Belizariuszowi w czasie kolejnej wojny z Persami i w czasie drugiej niezbyt udanej kampanii przeciw Gotom. Z pewnością nie brał już udziału w końcowej fazie wojny w Italii prowadzonej przez Narsesa. Wedle innej hipotezy po 542 roku cesarz powierzył mu rozmaite urzędy w stolicy, o czym mogą świadczyć tytuły ekscelencji (illústrios) i patrycjusza (patríkios). Bardzo możliwe, że w latach 562-563 pełnił urząd prefekta stolicy (praefectus urbi). 
Data śmierci Prokopiusza budzi spory wśród historyków. Pewne jest, że Prokopiusz dożył połowy lat 50., gdyż w dziele O budowlach przedstawia wydarzenia z 555 r. (lub, jak sądzą niektórzy historycy, z 558 r.). Jest wątpliwe, czy można go identyfikować z Prokopiuszem, prefektem miasta Bizancjum z 562 r., który zajmował się wyjaśnieniem sprawy spisku przeciwko Justynianowi, w który zamieszany był również Belizariusz. Zwolennicy utożsamiania tego urzędnika z pisarzem powołują się na słowa Księgi Suda z X w., gdzie Prokopiusz z Cezarei określony jest terminem illústrios (co można oddać jako „ekscelencja”), stanowiącym tytuł nadawany wyższym urzędnikom cesarskim. Równie dobrze jednak słowo to mogło znaczyć tyle co „wielki”, „wybitny”, „znaczący”, „znakomity” i odnosić się do geniuszu pisarskiego Prokopiusza, który przez współczesnych nie był kwestionowany. Co jeszcze istotniejsze, sam Prokopiusz nigdzie nie wspomina ani słowem o procesie Belizariusza. Prawdopodobnie pisarz nie dożył roku 559, kiedy to doszło do najazdu Hunów i Słowian, którzy dotarli pod same bramy stolicy Cesarstwa. Opór stawił im wówczas Belizariusz, podczas walk zawaliła się część kościoła Hagia Sophia. Jest wątpliwe, czy Prokopiusz mógłby pominąć te wydarzenia w swych relacjach. Oczywiście okoliczność ta nie przesądza kwestii śmierci pisarza, na pewno świadczy jedynie o tym, że w tym czasie, z takich czy innych powodów, zakończył swą działalność literacką.

## Dzieła

### Historia wojen

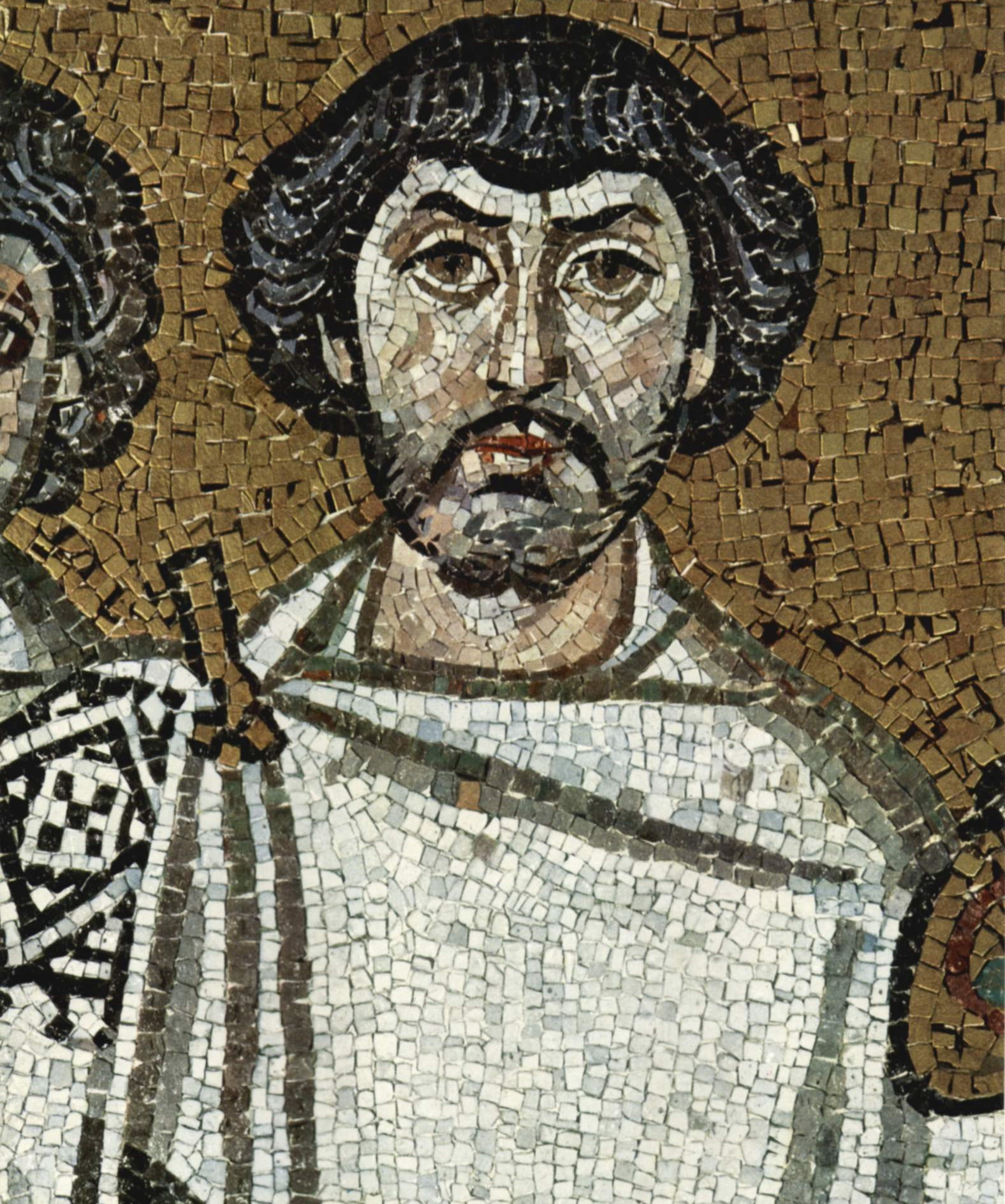
Belizariusz, wódz cesarza Justyniana I, główny bohater Historii wojen

W ciągu dziewięciu lat pomiędzy 545 a 554 rokiem Prokopiusz napisał swoje największe dzieło Historię wojen (w wydaniu J. Haury'ego liczące sobie 1230 stron) znaną z rękopisów pod dwoma tytułami: Księga o wojnach lub Historia w ośmiu księgach. Siedem ksiąg wydał w 550/551 roku, ósmą po trzech latach w 554 roku.

#### Wojna perska
Dwie początkowe księgi, zwane tradycyjnie Bellum Persicum, opowiadają o wojnie bizantyńsko-perskiej, trwającej od 527 do 531 roku. Prokopiusz przedstawił najpierw dzieje stosunków bizantyńsko-perskich od czasów cesarza Arkadiusza (395–408), omawiając panowanie władców perskich do Chosroesa, przeciwnika cesarza Justyniana. Opisawszy przejęcie inicjatywy w wojnie przez Persów w 528 roku, wprowadził na karty swego dzieła Belizariusza, mianowanego naczelnym dowódcą armii Wschodu. W 530 roku Belizariusz odniósł świetne zwycięstwo nad Persami nad Darą. W rok później poniósł jednak znaczącą klęskę pod Surą i został odwołany do Konstantynopola.
Zawarty w tym samym roku ośmioletni pokój pozwolił Justynianowi podjąć walki z Wandalami w Afryce i Ostrogotami w Italii. Przedtem jeszcze Belizariusz krwawo stłumił groźne powstanie wzniecone przez stronnictwa cyrkowe pod hasłem níka (Zwyciężaj). Księga pierwsza kończy się informacją o nominowaniu Belizariusza na głównego wodza w wojnie z Wandalami.
Księga druga przedstawia nową wojnę z Persami wszczętą w 540 roku przez Chosroesa, zaniepokojonego sukcesami bizantyńskimi na zachodzie. Prokopiusz opisuje cztery wyprawy perskie na ziemie Cesarstwa, najazd Hunów, zdobycie przez Chosroesa Antiochii, jego układy z królem Ostrogotów Witigisem, straszliwą dżumę w latach 541/542, wreszcie zmianę sytuacji na korzyść Bizancjum po objęciu dowództwa przez Belizariusza, który powrócił z Italii, i kolejny pokój zawarty przez Justyniana z Chosroesem po nieudanym oblężeniu Edessy i klęsce Persów.

#### Wojna wandalska
Dwie następne księgi stanowią odrębną całość zwaną Bellum Vandalicum. W księdze trzeciej Prokopiusz przedstawia zachodnich sąsiadów Cesarstwa – Ostrogotów, Wandalów, Wizygotów, Gepidów, Alanów. Opisuje powstanie państwa wandalskiego w Afryce, jego stosunki z Bizancjum, wreszcie podjęcie przez cesarza Justyniana kroków przeciw królowi Wandalów Gelimerowi po usunięciu przez niego probizantyńsko nastawionego Hilderyka. Księga czwarta zawiera opis kampanii Belizariusza rozpoczętej zdobyciem Kartaginy. W ciągu kilku miesięcy Belizariusz pobił Gelimera dwukrotnie pod Decimum i Trikamarum i w nagrodę otrzymał pozwolenie na odbycie triumfu w Konstantynopolu.

#### Wojna gocka
Księgi od V do VIII wypełnia opis wojny z Gotami – Bellum Gothicum. Tak jak i w poprzednich księgach Prokopiusz rozpoczął od zarysowania tła wydarzeń: upadku Cesarstwa na zachodzie i losów Italii aż do podjęcia przez Belziariusza w 535 roku zwycięskiej kampanii na Sycylii i w południowych Włoszech, zakończonej zdobyciem Neapolu oraz równie błyskotliwej kampanii Mundusa w Dalmacji. Opisał dalej zdobycie przez Belizariusza Rzymu, roczne oblężenie Bizantyńczyków w Rzymie przez ostrogockiego Witigisa, przełamanie przez Belizariusza oblężenia, zdobycie przezeń Rawenny i pochwycenie króla Witigisa (540).
Księga VII opisuje powrót zwycięskiego Belizariusza do Konstantynopola z Witigisem jako jeńcem. Pomimo zasług swego wodza cesarz odmówił mu prawa do triumfu i dowództwa w wojnie z Chosroesem perskim. Prokopiusz ostro krytykuje takie postępowanie cesarza i utrudniające akcje militarne intrygi dworskie, co wymagało niemałej odwagi cywilnej. W ogóle cała księga siódma wychwala wojskowy geniusz Belizariusza, do osoby cesarza odnosząc się raczej niechętnie i krytycznie. Niebawem Ostrogoci pod wodzą Totili wznowili działania wojenne. Belizariusz, nie dysponując dostatecznymi siłami, poniósł kilka klęsk i został odwołany.
Księga VIII, wydana w trzy lata później, stanowi uzupełnienie całości. Ma charakter historía pojkíle (historii wielobarwnej, pojkíle to tyle co „pstry”) – pełnej wiadomości dotyczących historii całego Cesarstwa w latach 551-553. Prokopiusz opowiada w niej o zwycięskiej kampanii Narsesa w Italii przeciw Ostrogotom i o zakończeniu wojny gockiej. Wśród licznych dygresji historyczno-geograficzno-etnograficznych Prokopiusz podaje tu wiele informacji o różnych plemionach, między innymi po raz pierwszy w historiografii bizantyńskiej o Słowianach naddunajskich (m.in. o ich najazdach na Bizancjum).

### O budowlach

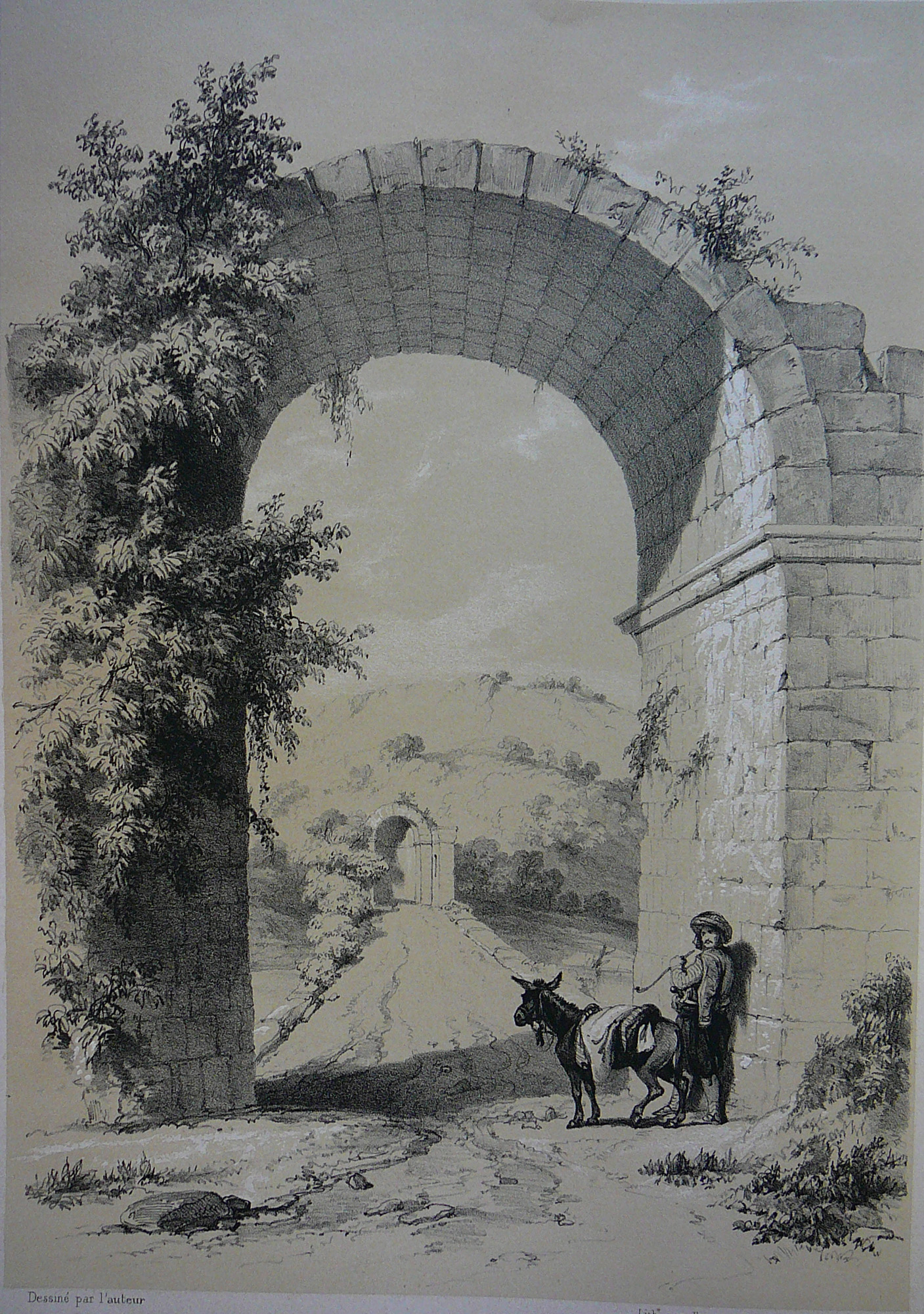
Fragment mostu na rzece Sangaris

W latach 553-555 Prokopiusz napisał dzieło w 6 księgach O budowlach (De aedificiis), bizantyński panegiryk na cześć władcy. Nie jest wykluczone, że chciał tym utworem zatrzeć wrażenie, jakie pozostawiła krytyka  władcy zawarta w Historii wojen, i odzyskać łaski cesarza. Przedstawił w nim wszelkie budowle publiczne, sakralne i świeckie, których powstanie przypisał inicjatywie Justyniana. Nie ograniczył się przy tym  do suchego katalogu. Opisy budowli wzbogacił o szczegóły dotyczące topografii, ornamentyki, kosztów i źródeł finansowania.
Dzieło zaczyna się opisem najwspanialszego kościoła Bizancjum Hagii Sophii, po czym przedstawia świątynie Konstantynopola, posąg konny Justyniana, termy, cysterny miejskie, pałace, porty, przytułki. W księdze drugiej zajął się Prokopiusz miastami Mezopotamii: Darą, Amidą, Teodozjopolem, twierdzami nad Eufratem, restauracją murów obronnych Chalkidy. W trzeciej księdze zawarł opis miast Armenii poprzedzony wiadomościami o królach armeńskich oraz prezentacją budowli w Trapezuncie. W księdze czwartej opisał miasta Illyricum, chwalił cesarza za obwarowanie miast greckich w Epirze, Macedonii, Tesalii i na Peloponezie, a także miast nad Dunajem. W księdze piątej Prokopiusz przenosi czytelnika do Efezu i opowiada mu o kościele świętego Jana, spichlerzu na wyspie Tenedos, mostach na rzece Sangaris i Siberis, odnowieniu gmachów w Nikei i Nikomedii, przeprowadzeniu nowych dróg, a kończy opisem kościoła Matki Boskiej w Jerozolimie i kościele na górze Synaj. W ostatniej księdze opowiada o dokonanych przez Justyniana upiększeniach miast egipskich i północnoafrykańskich: Aleksandrii, Teuchrii, Berenike, Ptolemais, Magna Leptis, o powstaniu z łaski cesarza miast w Numidii i dalej na zachodnich krańcach afrykańskich posiadłości Cesarstwa.
O budowlach, chociaż napisane na wyraźny rozkaz Justyniana i bardzo służalcze w tonie, zachowuje dużą wartość jako dokument informujący o ówczesnej architekturze Cesarstwa i jego możliwościach gospodarczych.

### Historia  sekretna
W pierwszych zdaniach Historii wojen, zapisanych w 550 roku, Prokopiusz zapowiedział późniejsze uzupełnienie dzieła. Odnalezione po niemal 450 latach, do dziś budzi kontrowersje. Na jego ślad po raz pierwszy natrafił żyjący w X wieku autor leksykonu encyklopedycznego Księgi Suda. Nazwał je Pismami nie wydanymi (Ἀνέκδοτα, Anékdota) i uznał za IX księgę Historii wojen, tak ją charakteryzując: «Anékdota ganią cesarza Justyniana i jego żonę Teodorę, szydzą z nich, a nawet z samego Belizariusza wraz z jego połowicą». Utwór przeleżał jeszcze sześć wieków w klasztornych bibliotekach, zanim jeden z pięciu zachowanych rękopisów opublikował w 1623 roku bibliotekarz watykański Nicolaus Alemannus pod tytułem Historia sekretna (Historia arcana). Alemanus zaopatrzył utwór w przekład łaciński i obszerny komentarz. Tytuł łaciński przyjął się w literaturze, jako że oryginał nie posiadał żadnego tytułu.

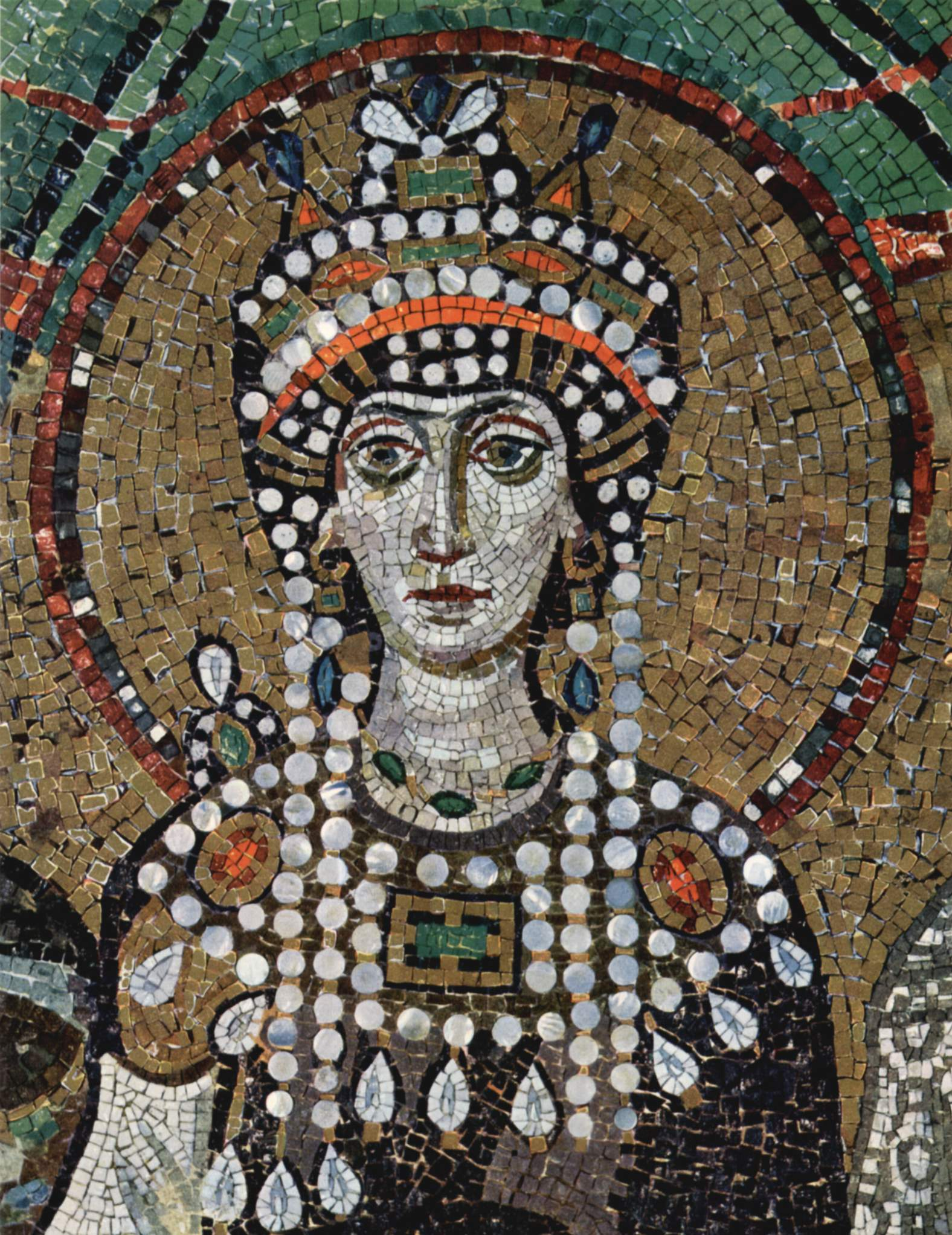
Cesarzowa Teodora, główna bohaterka Historii sekretnej

Historia w całkiem odmienny sposób przedstawia dwóch wysławianych dotąd przez Prokopiusza bohaterów: Belizariusza i Justyniana. Jest właściwie jednym wielkim paszkwilem na obydwie pary małżonków: Belizariusza i Antoninę oraz Justyniana i Teodorę. Belizariusza przedstawia autor jako mężczyznę bez charakteru i godności osobistej, Antoninę jako wyuzdaną wszetecznicę uganiającą się za miłostkami, nienasyconą w swej wciąż rosnącej żądzy. Jeszcze gorsze okazuje się małżeństwo cesarskie. Prokopiusz opisuje podłe pochodzenie cesarza, podstępne zdobycie przezeń władzy, posłużenie się dla własnych celów stronnictwem cyrkowym Błękitnych, wprowadzenie na tron najbezwstydniejszej w całym Cesarstwie ladacznicy. W Historii wojen porównywany jako wielki prawodawca i mąż stanu do Temistoklesa, teraz okazuje się ostatnim głupcem, łajdakiem, oszustem i złodziejem grosza państwowego i prywatnego. Nawet dobre czyny wypływały u niego ze złych pobudek, powodował trzęsienia ziemi, powodzie, zarazę. Żona Justyniana, Teodora, dotąd wzór mądrości, wierności i pobożności, okazała się bardziej wszeteczna i wyuzdana od Antoniny: na ucztach pojawiała się z kilkunastoma młodzieńcami, a gdy nacieszyła się nimi, oddawała się kolejno trzydziestu niewolnikom, ale i tak pozostała nienasycona.
Justynian i Teodora zostali pokazani przez Prokopiusza jak para ucieleśnionych diabłów, które po to tylko pojawiły się na ziemi, by wytracić całą ludzkość. To cesarz spowodował powszechne zepsucie obyczajów, sprzyjał nadużyciom urzędników, skłócał ze sobą chrześcijan, stronnictwa cyrkowe, zagarniał majątki kościelne i prywatne, chciał wygubić cały lud bizantyński. Wspierała go w tym zimna i okrutna Teodora, wymyślająca wyrafinowane kary dla poddanych. Dla opisania ich nieprawości cała wieczność okazałaby się za krótka.
Publikacja Historii wywołała burzę polemik. W obronie Justyniana jako prawodawcy stanęli wówczas legiści, jako obrońcy wiary bronili go również teologowie. Najprościej było podać w wątpliwość autentyczność całości utworu lub przynajmniej jego części. Badania naukowe doprowadziły jednak do udowodnienia Prokopiuszowego autorstwa utworu. F. Dahn w swojej monografii Prokopius von Cäsarea (Berlin 1865) zestawił ogromny materiał leksykograficzny, przez co bardzo poważnie przechylił szalę na rzecz autentyczności dzieła. Wątpliwości wykluczył ostatecznie Kazimierz Kumaniecki badaniami nad rytmem klauzul w Historii sekretnej i innych dziełach Prokopiusza (1927).
Problemem pozostały jednak motywacje Prokopiusza jako autora. Edward Gibbon widział w Historii „wyraz zawiedzionych nadziei pochlebcy i żądzę zemsty”. Włoski wydawca Comparetti starał się wytłumaczyć wszystko po prostu starczą sklerozą. Przyczyn nienawiści Prokopiusza do cesarza dopatrywano się również w jego rzekomym monofizytyzmie. Skądinąd wiadomo jednak, że pisarz był człowiekiem „prawowiernym”, raczej obojętnym w sprawach religii i bardzo tolerancyjnym. Gdyby istotnie był monofizytą, inny też byłby jego stosunek do Teodory, która niewątpliwie skłaniała się do tej herezji. F. Dahn próbował wyjaśnić ów wybuch nienawiści pisarza „psychologicznie”, twierdząc, że stanowiła ona „ekspiację” czy „odwet wewnętrzny” autora Budowli za tchórzostwo, które nie pozwoliło mu odrzucić cesarskiego zamówienia. Berthold Rubin (Prokopios von Kaisareia, Stuttgart 1954), podejrzewał z kolei, że utwór jest wyrazem jakiegoś bardziej zorganizowanego ruchu opozycyjnego, że w kręgu Prokopiusza byli ludzie, którzy wiedzieli o jego Historii, przypuszczał nawet, że niektóre fragmenty mogły krążyć z rąk do rąk w formie tajnych ulotek. Wedle jeszcze innej hipotezy Historia była ćwiczeniem stylistycznym. Prokopiusz, który wcześniej napisał rodzaj literackiej „pochwały” (épajnon), chciał się popisać również mistrzowskim opanowaniem literackiej „nagany” (psògos). Możliwe, że ziarno prawdy tkwi we wszystkich tych interpretacjach i że w Historii jest i czysto ludzkie rozczarowanie, i zawiedziona ambicja, nienawiść do okrutnej pary despotów i złośliwa satysfakcja starego człowieka, który całe życie spędził w pobliżu tronu tyrana, oraz ślady jakichś nadziei i machinacji politycznych.

## Charakterystyka twórczości
Prokopiusz odznaczał się zmysłem krytycznym i wielką dociekliwością badawczą. Na początku Historii wojen napisał: Niezwykłość przystoi krasomówstwu, legendy – poezji, prawda – pisarstwu historycznemu. Z racji swojej pozycji – wysokiego urzędnika wojskowego a potem dworskiego – posiadał dostęp do meldunków wojennych i raportów swego dowódcy, archiwów państwowych, tajnych dokumentów. Brał udział w wielu wydarzeniach politycznych i militarnych jako świadek lub uczestnik. Korzystał też ze źródeł greckich z wcześniejszego okresu. Sam powołuje się na Historię Armenii Fausta Bizancjusza. Z autopsji i rozmów prowadzonych z mieszkańcami znał liczne kraje, obyczaje ich ludności i panujące tam stosunki. Władał oprócz greki łaciną, językiem syryjskim, gockim, perskim, armeńskim i hebrajskim. Niejednokrotnie służył jako tłumacz. Zwyczajem historiografów starożytnych chętnie zamieszczał w swoich dziełach ekskursy o cudownych albo niezwykłych wydarzeniach, fantastyczne opowieści i mity.
Świetnie znał całą literaturę starogrecką od Homera po historyków. Naśladował szczególnie chętnie styl i kompozycję Herodota, Tukidydesa i Polibiusza. Za wzór obrał sobie jednak przede wszystkim Wojnę peloponeską Tukidydesa. Posługiwał się klasycznym językiem attyckim. Przenosił do swojej Historii wojen całe fragmenty z Tukidydesa przystosowując je do swoich potrzeb. Mimo bardzo dobrej znajomości języka greckiego dopuszczał się drobnych uchybień na rzecz języka współczesnego w zakresie składni przyimków i trybu życzącego, który wtedy wyszedł z użycia.
Styl Prokopiusza odznacza się przejrzystością i potoczystością. Jest wolny od retoryki. Wykształcenie klasyczne i podziw dla greckiej przeszłości prowadzi w jego twórczości do mieszania się dwóch tradycji: pogańskiej i chrześcijańskiej.

## Przekłady na język polski
- Prokopiusz z Cezarei, Historia sekretna, przekład Andrzeja Konarka, Państwowy Instytut Wydawniczy, Warszawa 1977.
- Prokopiusz z Cezarei, O budowlach, przełożył, wstępem, objaśnieniami opatrzył P.Ł. Grotowski, Warszawa 2006.
- Prokopiusz z Cezarei, Historia wojen, t. 1, Wojny z Persami i Wandalami. Z języka greckiego przełożył, wstępem poprzedził, komentarzem opatrzył Dariusz Brodka, Kraków 2013.  ISBN 978-83-62261-78-9.
- Prokopiusz z Cezarei, Historia wojen, t. 2, Wojny z Gotami. Z języka greckiego przełożył, wstępem poprzedził, komentarzem opatrzył Dariusz Brodka, Kraków 2015.  ISBN 978-83-62261-91-8.
- Prokopiusz z Cezarei, De bello Gothico (fragm.), przeł. Halina Evert – Kappesowa, w: Upadek Cesarstwa Rzymskiego i początki feudalizmu na Zachodzie i w Bizancjum, oprac. Marian Henryk Serejski, Warszawa 1954. Materiały Źródłowe do Historii Powszechnej Epoki Feudalizmu, t. 1, red. Marian Małowist, s.33, 35-36,54-55,124-155,172-173.
- Prokopiusz z Cezarei, De bello Persico (fragm.), przeł. Halina Evert – Kappesowa, w: Upadek Cesarstwa Rzymskiego i początki feudalizmu na Zachodzie i w Bizancjum, oprac. Marian Henryk Serejski, Warszawa 1954. Materiały Źródłowe do Historii Powszechnej Epoki Feudalizmu, t. 1, red. Marian Małowist, s.164-151.
- Prokopiusz z Cezarei, De bello Vandalico (fragm.), przeł. Halina Evert – Kappesowa, w: Upadek Cesarstwa Rzymskiego i początki feudalizmu na Zachodzie i w Bizancjum, oprac. Marian Henryk Serejski, Warszawa 1954. Materiały Źródłowe do Historii Powszechnej Epoki Feudalizmu, t. 1, red. Marian Małowist, s.151-155.
- Prokopiusz z Cezarei, O budowlach (fragm.), w: Greckie i Łacińskie źródła do najstarszych dziejów Słowian, cz. 1(do VIII w.), przeł. i oprac. Marian Plezia, Kraków 1952, Prace etnologiczne, t.3, s.79-80.
- Prokopiusz z Cezarei, Z historii tajemnej (fragm.), w: Greckie i Łacińskie źródła do najstarszych dziejów Słowian, cz. 1(do VIII w.), przeł. i oprac. Marian Plezia, Kraków 1952, Prace etnologiczne, t.3, s.78-79.
- Prokopiusz z Cezarei, Z historii wojen (fragm.), w: Greckie i Łacińskie źródła do najstarszych dziejów Słowian, cz. 1(do VIII w.), przeł. i oprac. Marian Plezia, Kraków 1952, Prace etnologiczne, t.3, s.64-78.